# Secondo palazzo degli uffici ENI
Il secondo palazzo degli uffici ENI è uno degli edifici direzionali del gruppo ENI nell'insediamento aziendale di Metanopoli, nel comune di San Donato Milanese.

## Storia
L'edificio, che si trova immediatamente a nord preesistente palazzo, fu costruito tra il 1961 e il 1962 su progetto degli architetti Bacigalupo e Ratti - già autori anche del Palazzo ENI a Roma, sede dell'ente - con la collaborazione degli ingegneri Speirani e Gallavresi (per la parte strutturale) e Springolo (coordinamento generale).

## Caratteristiche
L'edificio ha una pianta stellata a tre bracci di uguale lunghezza, che si dipartono da un nucleo centrale contenente le scale, gli ascensori e i servizi.
La struttura portante è in acciaio; le facciate esterne sono in curtain wall, composto da una struttura in alluminio e vetrate fisse di colore verde.
L’edificio conta 15 piani oltre al terreno; di questi, gli ultimi due sono destinati alle sale di riunione e agli spazi tecnici.
Il secondo palazzo uffici, insieme all’adiacente primo palazzo, costituisce un complesso urbanistico di grande valore iconografico, che negli anni del “boom economico” rappresentava l’efficienza industriale del Gruppo ENI.